# Mandilion
Mandilion, poznat i kao Sveti Mandilion (starogrčki Άγιον Μανδύλιον) naziv je za platno na kome se, prema predaji, u gradu Edesi čudesno pojavio Isusov lik i koji je predstavljao prvu ikonu u povijesti kršćanstva, odnosno model za kasnije prikazivanje Isusa. 
Legenda se veže uz kralja Abgara koji je obolio te pismom zamolio Isusa da ga dođe osobno izliječiti. Isus mu je odgovorio da neće osobno doći, ali da će ga umjesto toga posjetiti neki od njegovih učenika. Prema Euzebiju iz Cezareje, taj apostol je bio Tadej iz Edese koji je sa sobom donio Isusove riječi od kojih je kralj čudesno ozdravio. U sirijskoj knjizi Nauk Addaijev se umjesto Tadeja i pisma pojavljuje kraljev glasnik Ananija koji je na platnu naslikao Isusov lik. 
Oko godine 600. bizantski učenjak Evagrije Skolastik je spominjao Isusov prikaz na "božanskom platnu" koje su građani rabili za uspješnu obranu od Perzijanaca u doba opsade 544. U 10. stoljeću su bizantski carevi Mandilion prebacili u Carigrad. Tamo su ga, padom Carigrada 1204. godine, zaplijenili križari, da bi se poslije pojavila kao relikvija u zbirci kralja francuskog kralja Luja IX. Svaki trag joj se gubi za vrijeme francuske revolucije.
Pravoslavne crkve slave ovu ikonu 16. kolovoza. 
Mandilion se vezuje uz Torinsko platno.

## Vanjske poveznice
- Image: Mandylion of Genoa
- Old and new Images from Edessa  Arhivirana inačica izvorne stranice od 21. srpnja 2006. (Wayback Machine)
- Documentary proofs, make out a list of sixteen documents in the period 944 to 1247  Arhivirana inačica izvorne stranice od 27. rujna 2007. (Wayback Machine)
- The Templar Mandylion: Relations of a Breton Calvary with the Turin Shroud and the Templar Knights  Arhivirana inačica izvorne stranice od 11. kolovoza 2017. (Wayback Machine). Excerpt of an electronic publication.